# Lethrinus atkinsoni
Lethrinus atkinsoni là một loài cá biển thuộc chi Lethrinus trong họ Cá hè. Loài này được mô tả lần đầu tiên vào năm 1910.
L. atkinsoni trước đây bị nhầm với Lethrinus mahsena, mặc dù cả hai loài có hình thái, màu sắc và chỉ số đếm khác biệt hoàn toàn.

## Từ nguyên
Từ định danh atkinsoni có lẽ được đặt theo tên của William Sackston Atkinson (1864 – k.1925), một họa sĩ đã vẽ minh họa cho một bài báo do Seale xuất bản năm 1905, và có thể các bản vẽ trong bài báo năm 1910 này cũng vậy.

## Phân bố và môi trường sống
L. atkinsoni có phân bố tương đối rộng ở vùng Ấn Độ Dương - Thái Bình Dương, từ Myanmar và quần đảo Cocos (Keeling) trải dài về phía đông đến quần đảo Mariana và Tuamotu, ngược lên phía bắc đến biển Nhật Bản, giới hạn phía nam đến Úc. L. atkinsoni cũng xuất hiện tại cồn Cỏ và Côn Đảo (Việt Nam).
L. atkinsoni sống ở vùng nước có nền đáy cát và thảm cỏ biển, trong đầm phá và đới mặt trước rạn, độ sâu đến 30 m.

## Mô tả
Chiều dài cơ thể lớn nhất ở L. atkinsoni có thể lên đến 50 cm, nhưng thường bắt gặp với chiều dài khoảng 30–35 cm. Thân trên màu xanh xám, nâu tanin hoặc vàng nhạt; trắng ở nửa dưới. Cuống đuôi màu vàng tươi, có khi kéo dài thành dải rộng dọc hai bên lườn. Đầu màu nâu, môi phớt đỏ. Vây trắng nhạt hoặc mang các màu vàng/cam/đỏ nhạt. Gốc vây ngực, gốc màng vây hậu môn và rìa các vây bụng, vây lưng, vây hậu môn và vây đuôi thường có màu đỏ.
Số gai ở vây lưng: 10 (gai thứ 3 hoặc 4 thường dài nhất); Số tia vây ở vây lưng: 9; Số gai ở vây hậu môn: 3; Số tia vây ở vây hậu môn: 8 (tia thứ nhất thường dài nhất); Số tia vây ở vây ngực: 13; Số vảy đường bên: 46–47.

## Sinh thái
Thức ăn của L. atkinsoni chủ yếu bao gồm động vật giáp xác, động vật thân mềm và cá nhỏ. Chúng có thể hợp thành đàn lớn hoặc sống đơn lẻ. Hoạt động sinh sản cao điểm được ghi nhận từ tháng 11 đến tháng 12 ở rạn san hô Great Barrier. Tuổi thọ cao nhất được biết đến ở loài này là 36 năm.
L. atkinsoni là một loài lưỡng tính, tuy nhiên xảy ra theo hai hình thức và đã được ghi nhận ở quần đảo Ryukyu. Một quần thể từ Okinawa biểu hiện lưỡng tính tiền nữ (cá đực là từ cá cái trưởng thành chuyển đổi mà ra), và một quần thể từ quần đảo Yaeyama biểu hiện lưỡng tính theo kiểu phân tính (những cá thể chưa trưởng thành mang cả hai dòng tế bào đực và cái sơ khai, sau đó mới phát triển thành cá cái hoặc cá đực trưởng thành). Một số loài cá hè khác cũng có biểu hiện lưỡng tính khi chưa trưởng thành là Lethrinus nebulosus và Lethrinus obsoletus.

## Thương mại
L. atkinsoni được đánh bắt chủ yếu bằng dây câu và bẫy, có khi bằng lưới kéo và lưới rê. Cá có thịt ngon nhưng không được săn lùng như những loài cá hè khác do kích thước nhỏ.